# 풍산 김씨
풍산 김씨(豊山金氏)는 경상북도 안동시 풍산을 관향으로 하는 한국의 성씨이다. 풍산은 안동의 속현이다.

## 역사
시조 김문적(金文迪)은 신라 대보공 김알지의 후예로 고려 고종 때 나라에 공을 세워 좌리공신(佐理功臣) 판상사(判相事)에 올랐으며 풍산백(豊山伯)에 봉해졌다.
7세 김안정(金安鼎)은 고려말 삼사좌윤(三司左尹)을 역임하였는데 후손들이 중시조(中始祖)로 삼고 있다.
아들 김자순(金子純)은 조선조 계공량 군기시 직장 통훈대부 통례원을 역임하고 일파를 이루었다. 김자순의 증손 김양진(金楊震)은 문과에 급제하여 벼슬이 부제학(副提學)이었으며 청백리(淸白吏)에 뽑혔다.
김양진의 현손 김영조(金榮祖)는 문과에 급제하여 벼슬이 이조 참판(吏曹參判)이었으며 서원에 배향되었다. 김영조의 아우 김응조(金應祖)도 벼슬이 우윤(右尹)이었으며 서원에 배향되었다. 김양진의 증손 김수현(金壽腎)은 벼슬이 참찬(參贊)ㆍ제학(提學)을 역임했다.

### 분적
청송 김씨(靑松 金氏), 풍기 김씨(豊基 金氏), 풍천 김씨(豊川 金氏), 화평 김씨(和平 金氏) 등

## 본관
풍산(豊山)은 경상북도 안동시 풍산읍 일대의 옛 지명으로 신라의 하지현(下枝縣)이었는데 757년(경덕왕 16) 영안(永安)으로 고쳐 예천(醴泉)의 영현(領縣)으로 하였다. 923년(고려 태조 6)에 풍산현(豊山縣)으로 개칭하였으며, 1172년 (고려 명종 2)때 감무(監務)를 두었다가 안동부(安東府)에 예속시켰다. 1914년 행정구역 개편 때 풍산현의 이름을 따서 풍산면이라 하였으며, 1973년 읍(邑)으로 승격되었다. 1995년 안동시에 통합되었다

## 인물

### 고려
- 김영립(金永立) : 호장(戶長)
- 김연성(金鍊成) : 충렬왕 때 문과에 올라 찬성사를 지내고, 안동 풍산 오릉동(현 풍산읍 오미동)에 은거함
- 김안정(金安鼎) : 고려 말 봉익대부(奉翊大夫) 삼사좌윤, 중시조

### 조선
- 김자양(金子良) : 병조판서를 지냄, 왕자의 난에 연류되어 죽음
- 김자순(金子純) : 조선 초 계공량 군기시 직장(直將), 통훈대부 통례원을 역임, 형 김자양이 왕자의 난을 연루되어 피화를 입자 경북 안동 풍산현 오릉동에 정착함. 이후 후손들이 이곳에 세거하며 가문을 형성하고 일파를 이루었다.
- 김양진(金楊震) : 문과에 급제하여 공조참판(工曹參判), 사간원 대사간(司諫院 大司諫), 벼슬이 부제학(副提學)이었으며, 청백리(淸白吏)에 녹선
- 김의정(金義貞) : 김양진 아들, 문과 급제, 홍문관수찬(弘文館修撰), 시호는 문정(文靖)
- 김대현(金大賢) : 김양진의 중손, 증가선대부 이조참판. 영주 구호서원(鷗湖書院)에 배향
- 김영조(金榮祖) : 김양진의 현손, 문과 급제, 이조참판(吏曹參判)등을 역임, 영주의 구산정사(龜山精舍)에 배향
- 김응조(金應祖) : 김영조의 아우, 문과 급제, 한성부우윤(漢城府右尹)등을 역임, 안동 물계서원(勿溪書院)과 영천 의산서원(義山書院)에 제향
- 김수현(金壽腎) : 김양진의 증손, 참찬(參贊)· 제학(提學) 역임, 시호 정헌(靖憲)

### 근·현대
- 김지섭(金祉燮) : 독립 운동가ㆍ의사(義士). 호는 추강(秋岡). 경북 안동에서 출생 (1884. 7. 21~1928. 2. 20)
- 김재창(金在昌) : 대한민국 장성, 국제관계학 박사, 경북 봉화에서 출생 (1940. 3.5 ~)

## 과거 급제자
조선시대 문과 급제자 29명, 무과 급제자 27명, 생원시 급제자 69명, 진사시 급제자 33명, 음관 12명을 배출했다.
문과
김간(金侃), 김규운(金奎運), 김두흠(金斗欽), 김두흠(金斗欽), 김몽후(金夢垕), 김봉조(金奉祖), 김상온(金相溫), 김서구(金叙九), 김서복(金瑞復), 김서응(金瑞應), 김서장(金瑞張), 김서진(金瑞陳), 김수현(金壽賢), 김숭조(金崇祖), 김양진(金楊震), 김연조(金延祖), 김영조(金榮祖), 김윤기(金潤起), 김응조(金應祖), 김의정(金義貞), 김익현(金翼賢), 김정(金), 김종규(金宗奎), 김종태(金宗泰), 김중하(金重夏), 김중환(金重煥), 김진(金鎭), 김필원(金必源), 김호(金鎬)
무과
김귀상(金貴尙), 김득선(金得善), 김련(金璉), 김상렬(金商烈), 김상록(金相祿), 김서풍(金瑞豊), 김석우(金碩佑), 김석좌(金碩佐), 김석중(金碩重), 김석필(金碩弼), 김시직(金時稷), 김약려(金若礪), 김응복(金應福), 김응윤(金應胤), 김익정(金益精), 김인례(金仁礼), 김종기(金宗器), 김종현(金宗顯), 김중서(金重西), 김중우(金重瑀), 김진웅(金震雄), 김처대(金處大), 김치환(金致煥), 김태동(金台東), 김하준(金夏準), 김항(金沆), 김현우(金玹宇)
생원시
김경조(金慶祖), 김계학(金繼學), 김광백(金光白), 김규(金奎), 김규영(金奎永), 김규헌(金奎獻), 김단(金檀), 김달룡(金達龍), 김대현(金大賢), 김몽후(金夢垕), 김문규(金文奎), 김민원(金敏源), 김병호(金秉浩), 김상섭(金相燮), 김상온(金相溫), 김상용(金相鏞), 김상일(金相馹), 김상탁(金相鐸), 김상호(金相鎬), 김서권(金瑞權), 김서길(金瑞吉), 김서도(金瑞圖), 김서봉(金瑞鳳), 김서장(金瑞張), 김서절(金瑞節), 김서천(金叙天), 김서한(金瑞翰), 김서화(金瑞華), 김성(金), 김순정(金順貞), 김시침(金時忱), 김양진(金揚震), 김염조(金念祖), 김예원(金禮源), 김응문(金應門), 김응조(金應祖), 김이진(金以震), 김익원(金益源), 김익현(金翼賢), 김재승(金載升), 김정락(金貞洛), 김정수(金鼎壽), 김정원(金鼎源), 김정하(金鼎夏), 김종걸(金宗杰), 김종경(金宗慶), 김종규(金宗奎), 김종련(金宗鍊), 김종봉(金宗鳳), 김종석(金宗錫), 김종욱(金宗煜), 김종철(金宗哲), 김종탁(金宗鐸), 김종태(金宗泰), 김종휴(金宗烋), 김종희(金宗熙), 김좌원(金左源), 김준원(金浚源), 김중교(金重嶠), 김중기(金重驥), 김중남(金重南), 김중연(金重淵), 김진(金鎭), 김진승(金震升), 김취려(金就礪), 김태정(金台鼎), 김태황(金泰璜), 김필원(金必源), 김행원(金行源)
진사시
김간(金侃), 김과(金菓), 김근신(金謹臣), 김낙효(金樂孝), 김명현(金命賢), 김몽정(金夢鼎), 김병세(金秉世), 김봉조(金奉祖), 김상온(金相溫), 김상유(金相儒), 김상혜(金相惠), 김서응(金瑞應), 김서호(金瑞虎), 김선(金銑), 김수봉(金壽鳳), 김수현(金壽賢), 김숭조(金崇祖), 김양명(金陽鳴), 김연조(金延祖), 김의정(金義貞), 김이강(金以剛), 김정(金), 김정화(金鼎和), 김종희(金宗熙), 김중휴(金重休), 김찬기(金瓚起), 김창조(金昌祖), 김치현(金致鉉), 김침(金琛), 김형규(金炯奎), 김호(金鎬), 김환규(金煥奎), 김휘벽(金輝璧)
음관
김규운(金奎運), 김두흠(金斗欽), 김상록(金相祿), 김상룡(金尙龍), 김종박(金宗珀), 김종석(金宗錫), 김종태(金宗泰), 김중삼(金重三), 김중철(金重喆), 김중하(金重夏), 김중휴(金重休), 김중휴(金重休)

## 집성촌
- 경기도 김포군 검단면 원당리
- 충청북도 중원군 주덕면 화곡리
- 경상북도 봉화군 물야면 오록리
- 경상북도 안동군 풍산면 오미동
- 황해도 연백군 금산면 은산리
- 황해도 평산군 마산면 일원

## 인구
2000년 통계청이 발표한 결과에 의하면 풍산 김씨는 3,872가구 총 12,438명이 있는 것으로 되어 있다.

## 항렬자
| 21세    | 22세    | 23세    | 24세            | 25세    | 26세            | 27세   | 28세                    | 29세    | 30세    | 31세            | 32세            | 33세            | 34세   | 35세          | 36세          |
| ------- | ------- | ------- | --------------- | ------- | --------------- | ------ | ----------------------- | ------- | ------- | --------------- | --------------- | --------------- | ------ | ------------- | ------------- |
| 상(相)○ | ○종(宗) | 중(重)○ | ○규(奎) ○흠(欽) | 락(洛)○ | ○병(秉) ○수(秀) | 섭(燮) | 재(在)○ 재(載)○ 재(裁)○ | ○현(鉉) | 연(淵)○ | ○동(東) ○주(柱) | 환(煥)○ 희(熙)○ | ○균(均) ○규(圭) | 석(錫) | 영(永) 태(泰) | 식(植) 근(根) |